# Wang Beixing
Wang Beixing (n. 10 martie 1985, Harbin, Republica Populară Chineză) este o sportivă ce a reprezentat Republica Populară Chineză, medaliată olimpică. A participat la 3 ediții ale Jocurilor Olimpice (2006, 2010, 2014) în care a câștigat o medalie de bronz.